# Liberty (Maine)
Liberty és una població dels Estats Units a l'estat de Maine (EUA). Segons el cens del 2000 tenia 927 habitants.

## Demografia
Segons el cens del 2000, Liberty tenia 927 habitants, 362 habitatges, i 258 famílies. La densitat de població era de 13,8 habitants/km².
Dels 362 habitatges en un 35,9% hi vivien nens de menys de 18 anys, en un 56,1% hi vivien parelles casades, en un 10,8% dones solteres, i en un 28,7% no eren unitats familiars. En el 20,7% dels habitatges hi vivien persones soles el 9,7% de les quals corresponia a persones de 65 anys o més que vivien soles. El nombre mitjà de persones vivint en cada habitatge era de 2,55 i el nombre mitjà de persones que vivien en cada família era de 2,94.
Per edats la població es repartia de la següent manera: un 27,3% tenia menys de 18 anys, un 6,8% entre 18 i 24, un 28,6% entre 25 i 44, un 23,3% de 45 a 60 i un 14% 65 anys o més.
L'edat mediana era de 39 anys. Per cada 100 dones de 18 o més anys hi havia 94,8 homes.
La renda mediana per habitatge era de 34.583 $ i la renda mediana per família de 37.969 $. Els homes tenien una renda mediana de 29.063 $ mentre que les dones 24.286 $. La renda per capita de la població era de 16.201 $. Entorn del 15,4% de les famílies i el 17,1% de la població estaven per davall del llindar de pobresa.